# دانيال نيومان (لاعب هوكي الجليد)
دانيال نيومان هو لاعب هوكي الجليد سلوفاكي، ولد في 26 أبريل 1989 في براتيسلافا في سلوفاكيا.

## وصلات خارجية
- دانيال نيومان على موقع EliteProspects.com (الإنجليزية)
- دانيال نيومان على موقع HockeyDB.com (الإنجليزية)